# Zhang Feng
Zhang Feng ou Chang fêng ou Tchang Feng, surnom: Dafeng, nom de pinceau: Shengzhou Daoshi est un peintre chinois du XVIIe siècle, originaire de Nankin. Ses dates de naissance et de décès ne sont pas connues, mais sa période d'activité se situe vers 1636-1674.

## Biographie
Zhang Feng est dessinateur et peintre de figures, de portraits, de paysages et de fleurs. C'est un individualiste solitaire qui cherche refuge dans la dévotion bouddhiste, à la chute de la dynastie Ming. Son pinceau, libre et audacieux traduit néanmoins un état d'âme doux et poétique.